# 과세 표준
과세표준(課稅標準, standards-based assessment)은 세금을 부과하는 데 기준이 되는 것이다. 세금의 종류에 의해서 산출 방법이 다르다. 소득세처럼 금액으로 표시되는 경우 이외에, 리터나 킬로그램 등의 수량으로 나타내기도 한다. 예를 들면, 소득세에서는 소득액, 주세에서는 주류의 용량이다. 참고로, 소득세에서는 소득액에 각종 소득공제를 뺀 수치가 과세표준이 된다.